# Richard Moth
Charles Phillip Richard Moth (ur. 8 lipca 1958 w Chingoli) – brytyjski duchowny rzymskokatolicki, biskup Arundel i Brighton od 2015.

## Życiorys
Święcenia kapłańskie przyjął 3 lipca 1982 w archidiecezji Southwark. Był m.in. sekretarzem biskupim, sędzią trybunału kościelnego i przewodniczącym sądu II instancji oraz wikariuszem generalnym archidiecezji.
25 lipca 2009 papież Benedykt XVI powołał go na urząd ordynariusza polowego, sakry udzielił mu 29 września 2009 Kevin McDonald, ówczesny arcybiskup metropolita Southwark.
21 marca 2015 papież Franciszek mianował go biskupem diecezjalnym Arundel i Brighton.